# La Première Invention de Géo Trouvetou
La Première Invention de Géo Trouvetou est une histoire en bande dessinée de Keno Don Rosa. Elle met en scène Balthazar Picsou avec ses neveux Donald Duck, Riri, Fifi et Loulou, ainsi que Géo Trouvetou et Filament. Elle se déroule à Donaldville.
Cette histoire a été écrite pour le 50e anniversaire de la création de Géo Trouvetou par Carl Barks.

## Synopsis
Peu de temps après la « grande catastrophe » au cours de laquelle Picsou vit sa fortune emportée dans un trou profond et séparée de sables mouvants par une fine croûte de roches, il vit au crochet de son neveu Donald, faute de liquidités. Donald va faire réparer une lampe chez Fulton Trouvetou et découvre que ce dernier a pris sa retraite et laisse la place à son fils Géo. Cependant, Géo n'a encore rien inventé qui fonctionne.
Donald a l'idée de lui chercher une solution pour sauver la fortune de Picsou. Étrangement, pendant qu'ils en confèrent, la lampe cassée se met à avoir un étrange comportement, comme si elle était douée d'intelligence.

## Fiche technique
- Histoire n°D 2001-143.
- Éditeur : Egmont.
- Titre de la première publication : Der erste Erfolg (allemand), Georgs første opfindelse (danois), Ensimmäinen keksintö (finlandais), Fyrsta uppfinning Georgs (islandais), Hans første suksess (norvégien), Den första uppfinningen (suédois).
- Titre en anglais : Gyro's First Invention.
- Titre en français : La Première Invention de Géo Trouvetou.
- 20 planches (4 bandes par planche).
- Auteur et dessinateur : Keno Don Rosa.
- Premières publications : Micky Maus (Allemagne), Anders And Co (Danemark), Aku Ankka (Finlande), Andrés Önd (Islande), Donald Duck & Co (Norvège) et Kalle Anka & Co (Suède), n°2002-19 et 20, mai 2002.
- Première publication aux États-Unis: Uncle Scrooge n°324, décembre 2003.
- Première publication en France : Picsou Magazine n°373, février 2003.
- Autres publications en France : Les Trésors de Picsou n°7, décembre 2008 et Picsou Magazine n°474, septembre 2011